# 昭武
昭武（1678年三月－十二月）为中国清朝时期三藩之乱吴周吴三桂的年号，八月吴世璠继位后沿用，前后共10个月。

## 公元纪年对照表
| 昭武 | 元年   |
| ---- | ------ |
| 公元 | 1678年 |
| 干支 | 戊午   |

## 利用
李兆洛《纪元编》认为吴三桂还有年号利用，李崇智据《清史列传》，认为是钱号不是年号。